# Cape Well-met
Cape Well-met (englisch, in Argentinien ins Spanische übersetzt Cabo Felíz Encuentro) ist eine dunkle, markante und 220 m hohe Landspitze der Vega-Insel vor der Nordspitze der Antarktischen Halbinsel. Sie liegt unmittelbar südlich der Trinity-Halbinsel nahe dem Zentrum der Nordküste der Insel und ragt in den Prinz-Gustav-Kanal hinein.
Teilnehmer der Schwedischen Antarktisexpedition (1901–1903) unter der Leitung Otto Nordenskjölds entdeckten das Kap im Oktober 1903. In der Folge erschien es in den Expeditionsberichten und Landkarten unter den Namen Kap Dreyfus, Møtesudden (schwedisch für Begegnungskap) und Kap der guten Begegnung. In späteren Jahren setzte sich die englische Variante letzterer Benennung durch. Hintergrund dieser Benennung ist, dass sich am 12. Oktober 1903 hier zwei Gruppen der schwedischen Expedition nach fast eineinhalbjähriger Trennung wiedergetroffen hatten.